# Frisée (poule)
Pour les articles homonymes, voir Frisée.

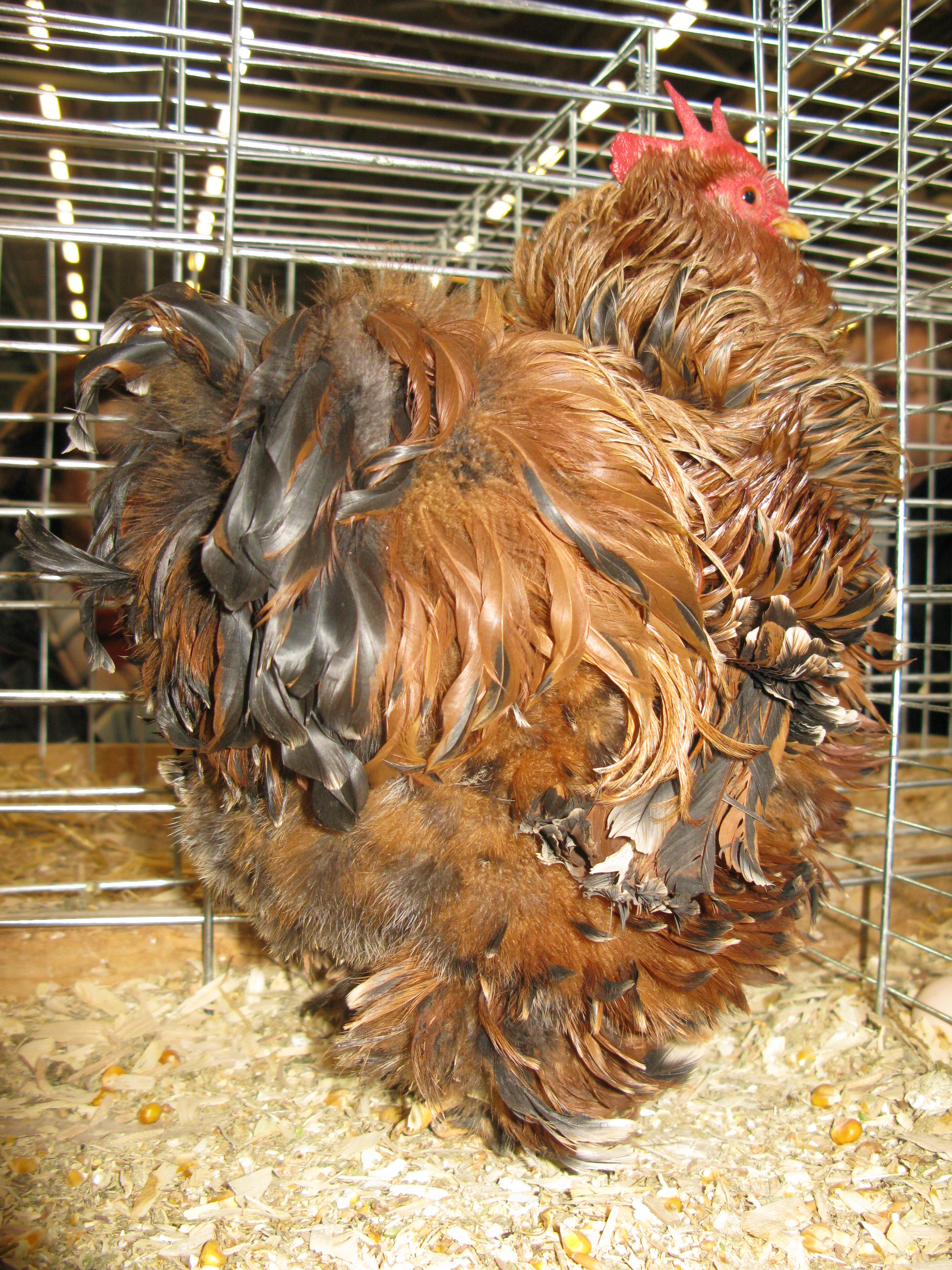
Coq frisé.

La Frisée était une race de poules « fictive » qui fut un temps inscrite au standard officiel des Volailles en France, puis supprimée[réf. nécessaire]. Le gène frisé se retrouve chez plusieurs races, où il existe une variété frisée, notamment: padoue, pékin...
Ce phénotype s'estompe à l'état homozygote sur quelques générations si l'on croise des sujets frisés entre eux, il est alors nécessaire de les croiser avec des sujets à plumes normales, ce gêne étant codominant.